# San José la Revancha
San José la Revancha är en ort i Mexiko.   Den ligger i kommunen Las Margaritas och delstaten Chiapas, i den sydöstra delen av landet, 900 km öster om huvudstaden Mexico City. San José la Revancha ligger 612 meter över havet och antalet invånare är 324.
Terrängen runt San José la Revancha är huvudsakligen kuperad. San José la Revancha ligger nere i en dal. Runt San José la Revancha är det ganska tätbefolkat, med 54 invånare per kvadratkilometer. Närmaste större samhälle är San Isidro el Zapotal, 9,8 km sydväst om San José la Revancha. I omgivningarna runt San José la Revancha växer huvudsakligen savannskog.